# Aspskimmerfjäril
Aspskimmerfjäril (Apatura ilia) är en blåskimrande fjäril som lever i skogar längs vattendrag där det finns bland annat asp, vars blad larven äter av. Denna fjäril förekommer i södra och centrala Europa och i de tempererade delarna av Asien.

## Utseende
Vingspannet är mellan 62 och 72 millimeter. Hanen är på ovansidan brun med ett blåviolett skimmer som syns olika mycket i olika vinklar. Tvärs över både framvingen och bakvingen finns ett mer eller mindre oregelbundet vitt band. Längs ytterkanterna bildar halmånformade orange eller gulbruna fläckar ett vågigt band. Vid ytterkanten på framvingen finns en svart ögonfläck inringad med orange. Ögonfläckar liknar ögon och har som syfte att skrämma rovdjur som vill äta fjärilen. Honan är lik hanen förutom att hon saknar det blåvioletta skimret. På undersidan är både honan och hanen gråbruna. Mönstret på undersidan liknar ovansidans, men är blekare i färgerna.
Larven är grön med gulgröna diagonala linjer på sidorna. Framtill har den ett par långa utskott och baktill är den spetsigt avsmalnande. Den blir upp till 50 millimeter lång.
Det finns en gul form av aspskimmerfjäril som kallas Apatura ilia clytie. Istället för de vita teckningarna har den gula.

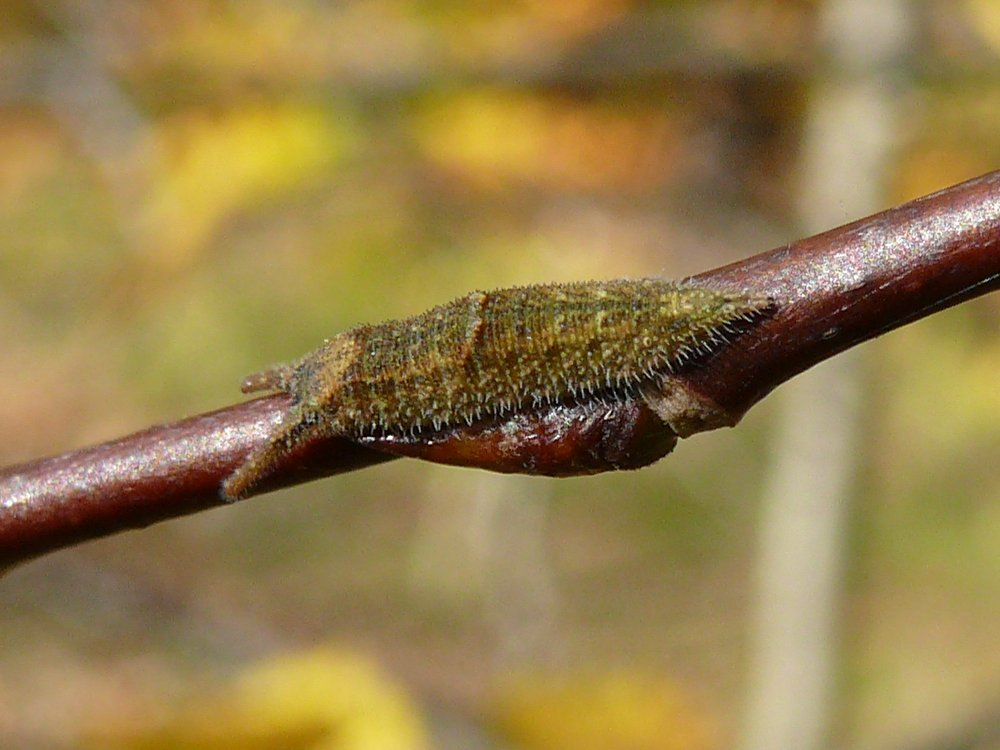
Larv.
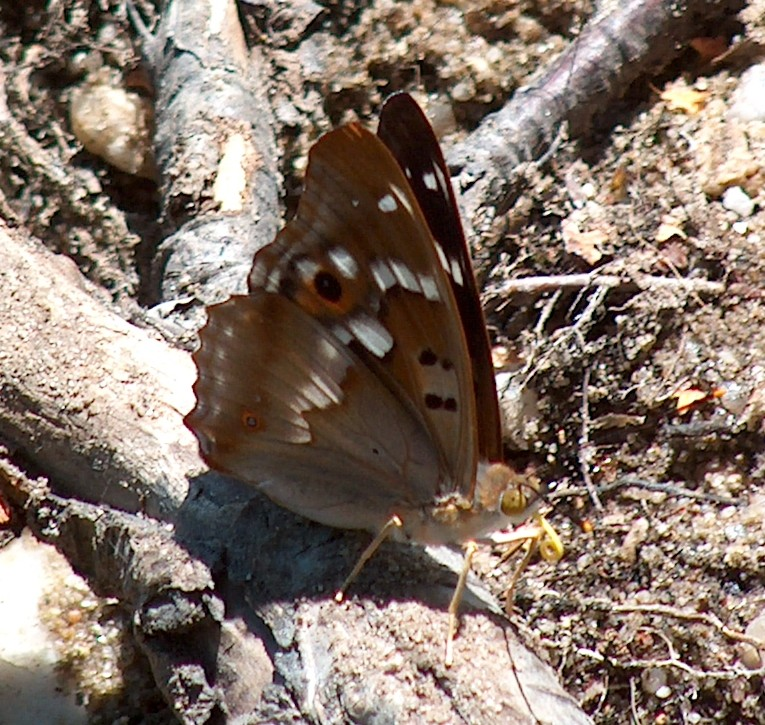
Undersidan.
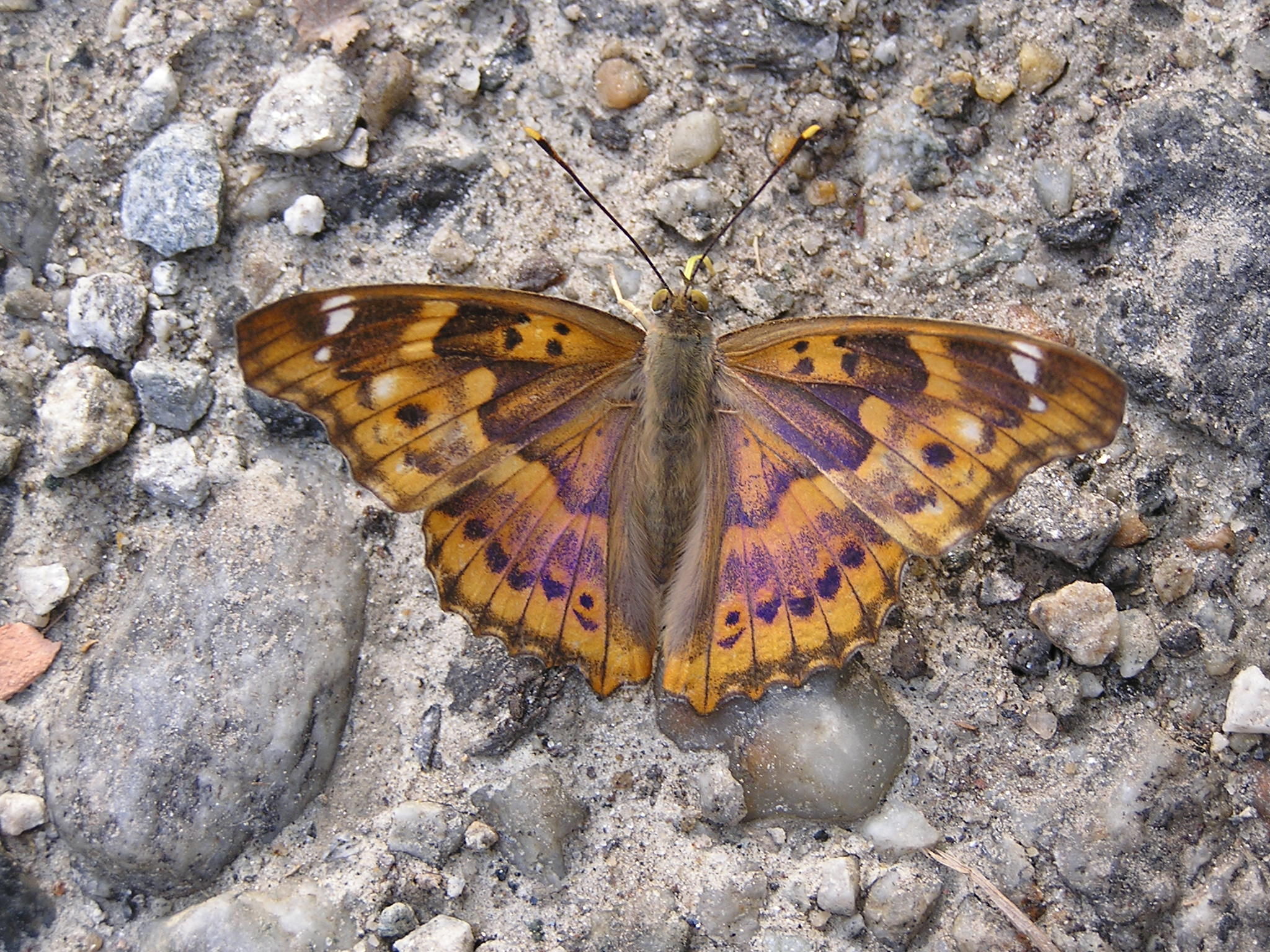
Gul form.

## Utbredning
Aspskimmerfjärilens utbredningsområde sträcker sig från södra och centrala Europa och österut genom de tempererade delarna av Asien till Japan. I Norden förekommer den endast på sydkusten i Finland, ett litet bestånd i Danmark, tillfälligtvis på Åland och sedan sommaren 2019 även med en liten population på Värmdö i Stockholms skärgård.

## Ekologi

### Habitat
Fjärilens habitat, den miljö den lever i, är i skogar, ofta längs bäckar och åar. Den flyger mest kring trädkronorna.

### Livscykel
Denna fjäril, liksom alla andra fjärilar, genomgår under sitt liv fyra olika stadier; ägg, larv, puppa och fullvuxen (imago). En sådan förvandling kallas för fullständig metamorfos. Flygtiden, den period när fjärilen är fullvuxen, infaller i juli till augusti. Under flygtiden parar sig fjärilarna och honan lägger äggen. Ur ägget kläcks larven. Värdväxter, de växter larven lever på och äter av, är olika arter i poppelsläktet, framför allt asp och i videsläktet. Larven växer inte färdigt första sommaren utan övervintrar och fortsätter att äta och växa nästa vår. Därefter förpuppas den. Ur puppan kläcks den fullbildade fjärilen och en ny flygtid börjar.

## Namn
Ett annat svenskt trivialnamn på aspskimmerfjäril är liten skimmerfjäril.